# Вапрус
Вапрус (на естонски: Pärnu Jalgpalliklubi Vaprus) е естонски футболен отбор от град Пярну.

## История
Спортен клуб Вапрус („Храброст“) е основан през май 1922 г. в Пярну, Съветска Русия. Прави дебюта си във Висшата лига през 2006 година. В клуба се развиват още: гимнастика, борба, лека атлетика, вдигане на тежести, бокс, плуване, ски спорт, колоездене, хокей с шайба, тенис на маса, баскетбол и волейбол. Заради Втората световна война е разпуснат през 1941 и е възстановен едва през 1999 година.

## Предишни имена
| Години      | Име                                                                             |
| ----------- | ------------------------------------------------------------------------------- |
| 1922 – 1937 | „Парну Спордиселци (СК) Вапрус“ Pärnu Spordiseltsi Vaprus                       |
| 1937 – 1951 | „Парну Калеви“ Pärnu Kalevi                                                     |
| 1941        | клубът е разпуснат                                                              |
| 1991 - 2003 | „Парну ЯК Вапрус“ Pärnu JK Vaprus                                               |
| 2003 - 2004 | „Парну ЯК Вапрус-Левадия“ Pärnu JK Vaprus-Levadia (сливане с „Пярну Левадия“)   |
| 2004 - 2011 | „Парну ЯК Вапрус“ Pärnu JK Vaprus                                               |
| 2011 - 2017 | „Парну Линнамеескон“ Pärnu Linnameeskond (сливане с „Парну ИК“ и „Парну Калев“) |
| 2017 -      | „Парну ЯК Вапрус“ Pärnu JK Vaprus                                               |

## Отличия
Естония
- Мейстрилига
  - 7-мо място (2): 2006, 2024
- Купа на Естония
  - 1/16 финалист (1): 2008/09
- Есилига (2 ниво)
  -  Шампион (3): 1993/94, 2005, 2020
- Есилига Б (3 ниво) 
  -  2-ро място (1): 2013
- II лига (4 ниво)
  -  Шампион (2): 1992/93, 2004 (група Юг/Запад)
- Малка купа на Естония
  -  Носител (1): 2001

 СССР
- Шампионат на Естонска ССР
  -  Шампион (1): 1985
  -  Сребърен медалист (5): 1948, 1961, 1962, 1978, 1981
  -  Бронзов медалист (6): 1974, 1980, 1982, 1983, 1988, 1989
- Купа на Естонска ССР
  -  Носител (4): 1981, 1982, 1988, 1990
  -  Финалист (1): 1942